# Antoine Louis Malliot
Antoine Louis Malliot (Lió, França, 1812 - Rouen, 1867) fou un musicòleg i compositor francès del Romanticisme.
Va estudiar música al conservatori de París amb Choron, Garaudé i Banderali. Va debutar com a tenor d'òpera, però va abandonar l'escena i dedicar-se a l'ensenyança del cant a Rouen. A més d'algunes melodies, va compondre les òperes La vendéenne (1857), i La truffomanie, estrenades ambdues a Rouen. Com a escriptor, va deixar La musique au théatre, Création d'un conservatoire de musique à Rouen, i Institut Boieldieu.
Obres
- La musique au théatre. reedició del 2013.  Hachette - Bibliothèque nationale de France, 1863 (2013), p. 428. ISBN 978-2012724075.